# 基什海伦德
基什海伦德，是匈牙利巴兰尼亚州所辖的一个村。总面积6.92平方公里，总人口184，人口密度26.6人/平方公里（2011年1月1日）。